# Mas de l'Esquerrer de Baix
El Mas de l'Esquerrer de Baix és un edifici de Vilanova i la Geltrú (Garraf) protegida com a Bé Cultural d'Interès Local. Està ubicada damunt la platja del Prat, actual Platja Llarga.

## Descripció
Es tracta d'una masia amb una torre de defensa.
La masia original és de planta baixa, pis i golfa amb coberta a dues vessants de carener perpendicular a la façana principal a la qual se li ha adossat una galeria d'arcades de mig punt i dos cossos laterals que fan funció de celler.
La torre de defensa, amb fitxa a part, és de planta quadrangular i sobresurt de les edificacions.
La façana principal està dominada per una galeria de planta baixa d'arc carpanell i una altra galeria superior d'arc de mig punt. La façana lateral té arcs de mig punt i balcó a la planta pis, acabada amb un porxo amb arcs de mig punt amb columnes a planta baixa i terrat superior.

## Història
Antic 'Mas del Vivier' documentat al 1413. Simeó "Squerrer del mas Viver" hi vivia el 1487, quan "la quadra del Viver" ja era d'un beneficiat eclesiàstic al 1497. La família Llanussa conservà el mas durant les disputes per incloure el lloc a Vilanova en detriment de Cubelles i el 1750 passà a formar part de Vilanova. En un inventari del 1758 diu que la casa està derruïda i el porxo de la porta data del 1763, any que s'hi feren unes reformes. Al 1850 el propietari Josep Rosell i Serracan va restaurar i modifcar l'edifici tal com el coneixem avui dia. La masia va ser propietat dels descendents d'Eduardo Alfonso, president de la RENFE als anys quaranta i la família la va vendre al 1999 als propietaris del camping Platja Vilanova, que l'han restaurat per darrera vegada.
Es conserva documentació detallada de les diverses successions familiars del mas des del 1413 fins a l'actualitat, recollides per Vicenç Carbonell.